# Odontomyia frontalis
Odontomyia frontalis är en tvåvingeart som beskrevs av Macquart 1838. Odontomyia frontalis ingår i släktet Odontomyia och familjen vapenflugor. Inga underarter finns listade i Catalogue of Life.